# 德克薩斯湯米
德克薩斯湯米（英語：Texas Tommy）是一款以培根和起司為配料的美式熱狗食品，起源於1950年代的美國賓夕法尼亞州波茨敦（Pottstown），並能夠透過烤熟與油炸等不同方式烹調。該食品是費城、賓夕法尼亞州東部以及新澤西州南部的常見菜式，而美國各地不少餐館和熱狗餐廳也有供應這款熱狗。

## 歷史
德克薩斯湯米最初起源於1950年代的美國賓夕法尼亞州波茨敦（Pottstown），其後成為當地家庭主婦的常備菜式。這款新式熱狗的名字來源不詳，而其中一種說法則是人們按照「美國東岸的熱狗品牌普遍均以『德克薩斯』（Texan）作為名稱」之現象來命名。

## 製作
德克薩斯湯米的製作步驟如下，首先把熱狗麵包縱向地從中間切開但不要切斷，然後把起司與捲着培根並用牙籤穩固好的熱狗腸放在麵包窄縫中，接著再透過加熱或烤熟的方式烹調即可。其中起司種類可選擇切達起司或美式起司，部分餐廳則會選用颼颼起司（Cheez Whiz），而於1950年代期間人們有時候更會使用韋爾韋塔（Velveeta）起司。此外有些餐廳會直接把起司和培根放在熱狗腸上方，而其他的烹調方式則有燒烤、烤炙、灼烤以及油炸。另一方面，人們亦可以繼續添加芥末和茄汁等醬料為其調味，但部分餐館所製作的德克薩斯湯米則會含有高膽固醇與脂肪。

## 供應
德克薩斯湯米是費城、賓夕法尼亞州東部以及新澤西州南部各小型餐館和廉價次等餐廳的常見菜式，而費城不少餐廳與部分售賣費城牛肉芝士三明治的店鋪亦會供應這款熱狗，當中位於費城市中心地區的「小皮特餐廳」（Little Pete’s restaurant）便以售賣德克薩斯湯米而聞名。此外這款熱狗亦是當地市民銀行球場舉行棒球比賽期間其中一款會售賣的食品（有原味和辣味選擇），並曾經在2012年入選「嚴肅飲食」（Serious Eats）網站旗下「2012年最狂熱的美國職業棒球大聯盟熱狗排行榜」（The Craziest Major League Baseball Hot Dogs）。另一方面，美國其餘地區的部分熱狗餐廳也會供應德克薩斯湯米。